# 汉努·卡帕宁
汉努·卡帕宁（芬蘭語：Hannu Kapanen，1951年3月13日—），芬兰男子冰球运动员，场上位置是前锋。他曾代表芬兰国家队参加1976年冬季奥林匹克运动会冰球比赛，获得第四名。